# کریستین میدوتون
کریستین میدوتون (انگلیسی: Kristin Midthun؛ زادهٔ ۴ فوریهٔ ۱۹۶۱) بازیکن هندبال اهل نروژ است.